# Pierre de Belcastel

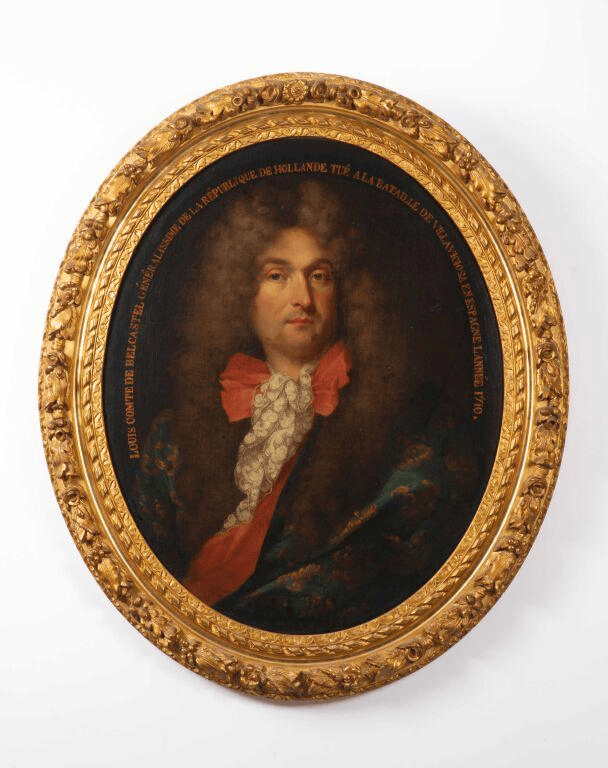
General de Belcastel, um 1700

Pierre de Belcastel (* um 1648 in Mauguio; ⚔ 10. Dezember 1710 in der Schlacht bei Villaviciosa) war eine hugenottische Militärperson, 1690 Oberst im Krieg der zwei Könige, Brigadegeneral im Pfälzischen Erbfolgekrieg in englischen Diensten und später Generalleutnant der holländischen Armee.

## Herkunft

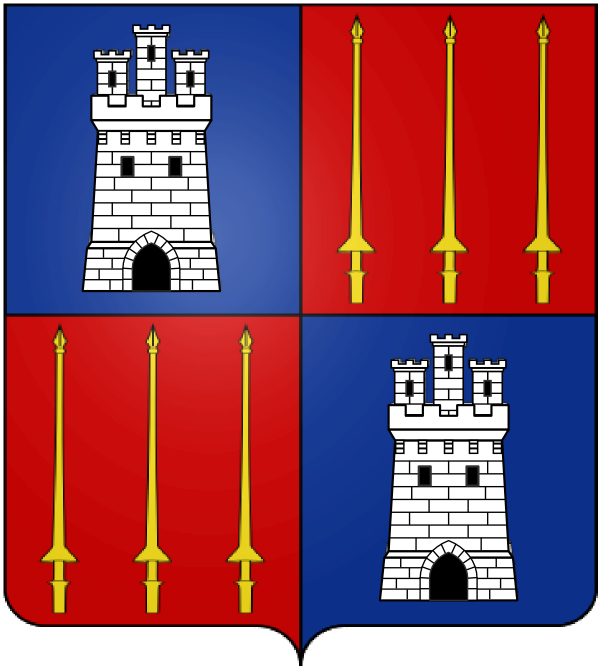
Wappen derer Belcastel de Montvaillant

Pierre de Belcastel, Marquis de Montvaillant (später auch: Peter Belcastell), entsprang einer im Languedoc (Rouergue, Quercy) alteingesessenen Adelsfamilie und war wohl ein Sohn des Daniel de Belcastel de Masel, seigneur de Montvaillant, und der Marie de Lignières. Seine Großeltern waren demnach Pierre de Belcastel de Montvaillant, Seigneur de Pradelles, und dessen am 18. Juni 1587 geehelichte Gattin, Louise de Vabres. Der Urgroßvater Jean de Belcastel (1526–1592), Signeur de Montvaillant et de Castanet, war der erste Protestant in der Familie und war als militärischer und ziviler Anführer aufgetreten.
Pierre de Belcastels Schwester, Mademoiselle Louise Adelaide de Belcastel, wurde die zweite Ehefrau des Samuel Louis Crommelin, verstarb aber kinderlos.

## Leben
Pierre de Belcastel wird im Krieg der zwei Könige 1690 in der Schlacht am Boyne erwähnt, nach der er zum Oberst eines etwa 560 Soldaten starken hugenottischen Infanterie-Regiments (vormals Pierre de Massue de Ruvigny, Comte de La Caillemotte) wurde. Am 20. August fiel er durch großen Mut bei Limerick auf und erklomm an der Spitze von 120 seiner Grenadiere eine Belagerungsleiter. Er war an der Einnahme von Athlone und an der Aughrim beteiligt, wobei er verwundet wurde.
Im Dezember 1692 heiratete er in London Anne de Roësse († 1722), mit der er zwei Kinder, Anne Charlotte (1698–1746) und Charles († 1705) haben sollte.
Danach begleitete er im Pfälzischen Erbfolgekrieg sein Regiment nach Flandern. Er agierte Ende April 1694 faktisch als Anführer einer Brigade aus vier Bataillonen (drei hugenottisch, eins britisch) und vertrieb französische Truppen aus Diksmuide.
Im Dezember 1694 gerieten Oberst Belcastel mit seiner Familie sowie ein junger Offizier, Captain De Loches, auf See in die Hände der Franzosen (sie reisten auf einem dänischen Schiff, wobei der Kapitän vorgab, nach Ostende zu segeln, sie aber stattdessen nach Dünkirchen brachte, wo sie gefangen genommen wurden) und kamen erst am 20. Juni 1695 wieder frei und zurück nach London.
Im Juni 1696 ernannte der König Belcastel in Flandern zum Brigadegeneral. Im April 1699 erfolgte die Auflösung seines Regiments, jedoch wurde „Brigadier Peter Belcastell“ am 8. Januar 1701 eine Pension von jährlich £500 für 21 Jahre bewilligt. Vermutlich erfüllte er um diese Zeit auch das Amt des Generalinspekteurs der Truppen in Großbritannien. Ebenfalls aus dieser Zeit ist ein Porträt überliefert.
Bald wandte sich Belcastel in die Niederlande und errichtete dort ein Regiment Hugenotten am 1. November 1701. Mit dem Tod Wilhelms von Oranien verließ Belcastel formell die englischen Dienste. Er wurde am 28. April 1704 zum Generalmajor der holländischen Armee. Er sollte den Befehl über die alliierten Truppen übernehmen, die für eine geplante Invasion Frankreichs (und zur Unterstützung der Protestanten in den Cevennen) gesammelt wurden. Stattdessen wurde ihm als Generalleutnant das Kommando des holländischen Kontingents in der Armee des Herzogs von Savoyen übertragen. Ab 1709 war er mit seinen Männern in Spanien und an der Schlacht bei Saragossa beteiligt. Am 10. Dezember 1710 wurde er in der Schlacht bei Villaviciosa getötet.